# Monteverdi Marittimo
Monteverdi Marittimo est une commune italienne de la province de Pise, dans la région Toscane.

## Administration
| Période                                  | Période | Identité | Étiquette | Qualité |
| ---------------------------------------- | ------- | -------- | --------- | ------- |
|                                          |         |          |           |         |
| Les données manquantes sont à compléter. |         |          |           |         |

### Hameaux
Canneto, Gualda, Pratella.

### Communes limitrophes
Bibbona, Castagneto Carducci, Montecatini Val Di Cecina, Monterotondo Marittimo, Pomarance, Sassetta, Suvereto.